# Galois/Counter Mode
GCM (аббр. от англ. Galois/Counter Mode — счётчик с аутентификацией Галуа) — широко применяющийся режим работы симметричных блочных шифров, имеющий высокую эффективность и производительность. Является режимом аутентифицированного шифрования (AEAD), предоставляя как конфиденциальность, так и аутентификацию переданных данных (гарантируя их целостность).
Режим GCM определяется для блочных шифров с размером блока в 128 бит. Существует вариант GCM под названием GMAC, предоставляющий лишь аутентификацию данных, он может использоваться как инкрементальный код аутентификации сообщений. И GCM и GMAC принимают на вход вектор инициализации произвольной длины. Алгоритм не ограничен патентами.
Благодаря наличию кода аутентификации (имитовставки), данный режим аутентифицированного шифрования позволяет получателю легко обнаружить любые изменения сообщения (как зашифрованного, так и дополненного информацией, переданной открыто), прежде чем начать его расшифровку, что значительно улучшает защиту от искажений, атак активного MITM и атак на основе оракулов (например от Padding oracle attack для CBC-режима).
Стандарт NIST США с 2007 года.

## Принцип работы

Алгоритм шифрования в режиме GCM. Показан случай 1 блока дополнительных аутентифицированных данных "Auth Data 1". Начальное значение счётчика содержит в себе вектор IV (или является производным от него). На вход подаются два блока открытого текста plaintext 1 и 2. Операция E_K обозначает шифрование на общем ключе K, операция multH обозначает умножение в поле GF(2^128) на ключ хэша H, "incr" обозначает инкремент счетчика.

В обычном режиме шифрования CTR (счётчик) входные блоки нумеруются последовательно, номер блока шифруется блочным алгоритмом E (обычно AES). Выход функции шифрования используется в операции XOR (исключающее или) с открытым текстом для получения шифротекста. Как и для других режимов на базе счётчиков, схема представляет собой потоковый шифр, поэтому обязательным является использование уникального вектора инициализации для каждого шифруемого потока данных.
В GCM используется функция Галуа «Mult» («GHASH(H, A, C)»), которая комбинирует блоки шифротекста и код аутентификации, чтобы получить тег аутентификации. На вход функции подается ключ хеширования H, являющийся результатом шифрования 128 нулевых битов на ключе K, т.е. H=E(K, 0^128). Тег аутентификации используется для проверки целостности сообщения. По каналу передаются: вектор инициализации IV, блоки шифротекста, и код аутентификации (16 байтов). По своим свойствам режим GCM (GMAC) похож на HMAC.
GCM режим подвергся критике в мире встраиваемых систем со стороны Silicon Labs, поскольку параллельная обработка не подходит для эффективного использования криптографических аппаратных движков и, следовательно, снижает производительность шифрования для некоторых наиболее чувствительных к производительности устройств.

## Применение
Режим GCM используется в IEEE 802.1AE (MACsec) для безопасного Ethernet, беспроводном IEEE 802.11ad (WiGig в 60-ГГц полосе), "Fibre Channel Security Protocols" (FC-SP) от ANSI (INCITS), формате хранения на цифровых лентах IEEE P1619.1, в стандартах IPsec  от IETF, может применяться в SSH и TLS (версии 1.2 и новее). Применяется в VPN решениях, в OpenVPN присутствует с версии 2.3.3 (в шифрах AES-256-GCM-SHA384 и AES-128-GCM-SHA256).